# جامعة النجم الساطع التقنية
جامعة النجم الساطع التقنية بالبريقة اعتبرت أول كلية تقنية تفتتح في ليبيا وكانت تضم خمسة أقسام علمية، وذلك في 25 نوفمبر 1981 باسم جامعة النجم الساطع التقنية في البريقة.

## التخصص
تخصصت هذه الجامعة في تخريج كفاءات فنية تقنية متخصصة في مجالات هندسة النفط التعدين الكيماويات الإلكترونات والجيولوجيا البترولية.

## مدة الدراسة
وكانت مدة الدراسة بها 5 سنوات تنتهي بمنح البكالوريوس، كما كان بمركزها بالبريقة قسم داخلي يتسع ل500 من الطلبة.
بلغ عدد طلابها عند الافتتاح 250 طالبا في حين بلغ عدد أعضاء هيئة التدريس وقتها 40 عضوا من جنسيات مختلفة.

## المقر
تم تغيير اسمها إلى كلية التقنيات النفطية بالبريقة، ثم تم إلحاقها بجامعة التحدي لتنتقل إلى مقرها الحالي في سرت تحت اسم كلية التقنيات النفطية بجامعة التحدي.
تم إغلاق قسم هندسة التعدين والهندسة الجيولوجية والجيوفيزيائية وافتتاح أقسام جديدة مثل الهندسة الميكانيكية والكهربية لكن في السنوات الأخيرة تم قبول دفعات كبيرة للدراسة مما سبّب حالة من الفوضى وقلة الخدمات اللوجستية في الجامعة كنقص المياه ونقص الغرف في السكن الداخلي مما أدى لاحتجاج الطلبة عدة مرات ومنها تقرر إقفال الجامعة وضمها لجامعة التحدي التي تأسست زمنيا بعد النجم الساطع.
الجامعة تقع في منطقة البريقة وهي منطقة يقع فيهة ميناء نفطي كبير يتبع شركة سرت للنفط وهناك مدينة سكنية جديدة للسكان المحليين وموظفي الشركة ولكن بُعد الموقع عن المدن الرئيسية كان أحد الأسباب وراء قرار إغلاق الجامعة من مسؤولي التعليم في ليبيا. وكانت آخر دفعة تخرجت سنة 2004.
تواجد بالجامعة معامل وورش عالية الجودة وتقنيات كانت في وقت الافتتاح من أعلى التقنيات في العالم وقد تخرج من الجامعة خبرات كبيرة في مجال النفط والتعدين. 

## أقسام الكلية
تم إعادة فتح الجامعة سنة 2015 تحت نفس الاسم جامعة النجم الساطع التقنية بالبريقة وتم تكليف د. أحمد سعيد البرشة كرئيس لهذه الجامعة وتم تقسيمها لثلاث كليات وهي : 
1) كلية الهندسة التقنية 
2) كلية العلوم الهندسية
3) كلية الإدارة
وفي عام 2019 تم استحداث كلية هندسة الطيران.